# Laringofaringe

Parts de la faringe, incloent la laringofaringe, de color verd.

La laringofaringe  o  hipofaringe  és la porció més baixa de la faringe i la regió anatòmica que comunica la gola amb l'esòfag. De manera que en la laringofaringe desemboquen dos tubs anatòmics, la laringe per davant i l'esòfag per darrere.

## Límits
La laringofaringe es comunica amb la nasofaringe a través d'un forat delimitat pel pilar posterior i la vora lliure del vel del paladar. La vora inferior de la laringofaringe continua amb la vora superior de la laringe i l'orifici de l'esòfag per un plec de mucosa.

## Importància clínica
L'exploració de la laringofaringe s'aconsegueix amb ajuda d'un laringoscopi o per esofagoscòpia. Es pot visualitzar la regió amb l'ús d'un mirall recolzat sobre el vel del paladar estirant la llengua fora de la boca. En general es desitja examinar la configuració dels sins piriformes. Per recórrer la laringofaringe i penetrar la laringe s'usa un fibroscop flexible amb anestèsia tòpica.